# Vương Diên Quân
Vương Diên Quân (tiếng Trung: 王延鈞; bính âm: Wáng Yánjūn) (?- 17 tháng 11 năm 935), còn gọi là Vương Lân (王鏻 hay 王璘) từ năm 933 đến năm 935, gọi theo miếu hiệu là Mân Huệ Tông (閩惠宗), là quân chủ thứ ba của nước Mân thời Ngũ Đại Thập Quốc tại Trung Quốc. Ông là quân chủ đầu tiên của Mân xưng đế.

## Thân thế
Vương Diên Quân là thứ tử của Mân vương Vương Thẩm Tri. Mẹ của ông là Hoàng thị, trắc thất của Vương Thẩm Tri.

## Thời Vương Thẩm Tri vị vì
Năm 917, trong lúc đang là một chư hầu của triều Hậu Lương, Mân vương Vương Thẩm Tri sắp xếp cho Nha nội đô chỉ huy sứ Vương Diên Quân kết hôn với Thanh Viễn công chúa Lưu Hoa của Nam Hán (Tư trị thông giám ghi rằng đây là hoàng nữ của Hoàng đế Nam Hán Lưu Nham, song bia mộ của bà thì thể hiện rằng bà là con của Lưu Ẩn-huynh của Lưu Nham)

## Thời Vương Diên Hàn trị vì
Sau khi Vương Thẩm Tri qua đời vào năm 925, huynh trưởng của Vương Diên Quân là Vương Diên Hàn kế nhiệm cai quản đất Mân, tự xưng là Uy Vũ lưu hậu. (Vương Diên Hàn sau đó tự xưng là Đại Mân quốc vương vào năm 926). Vương Diên Hàn xem thường huynh đệ, vài tháng sau khi tập vị thì đưa Vương Diên Quân ra khỏi kinh thành Trường Lạc để giữ chức Tuyền châu thứ sử. Vương Diên Hàn còn bắt nhiều dân nữ để sung vào hậu đình; khi Vương Diên Quân và dưỡng tử của Vương Thẩm Tri là Kiến châu thứ sử Vương Diên Bẩm dâng thư khuyến gián, Vương Diên Hàn tức giận, giữa họ nảy sinh oán hận.
Tháng chạp năm Bính Tuất, Vương Diên Bẩm và Vương Diên Quân hợp binh đánh úp Phúc châu. Vương Diên Bẩm đến trước, bắt giữ và xử tử Vương Diên Hàn vào ngày Tân Mão (8) cùng tháng (14 tháng 1 năm 927). Ngày hôm đó, Vương Diên Quân đến phía nam thành, Vương Diên Bẩm mở cổng dâng thành, suy tôn Vương Diên Quân làm Uy Vũ lưu hậu.

## Uy Vũ tiết độ sứ
Đến ngày Mậu Thìn (16) tháng giêng (20 tháng 2), thì Vương Diên Bẩm trở về Kiến châu, khi tương biệt người này nói với Vương Diên Quân: "Giữ gìn cho tốt cơ nghiệp của tiên nhân; chớ đừng phiền não về việc lão huynh tái hạ!" Vương Diên Quân tỏ vẻ khiêm tốn cung kính, song biến sắc.
Ngày Quý Sửu (3) tháng 5 (5 tháng 6), Hậu Đường Minh Tông bổ nhiệm Vương Diên Quân làm tiết độ sứ; giữ chức Trung thư lệnh và phong tước Lang Da vương. Ngày Mậu Thìn (25) tháng 7 năm Mậu Tý (13 tháng 8 năm 928), Hậu Đường Minh Tông phong tước Mân vương cho Vương Diên Quân.

## Mân vương
Năm Mậu Tý (928), Vương Dân Quân bắt 20.000 dân trở thành tăng nhân, do vậy mà từ đó nước Mân có nhiều tăng nhân.
Sau khi Lưu Hoa qua đời vào năm 930, Vương Diên Quân cưới Kim thị làm chính thất. (Tuy nhiên, một tường thuật mâu thuẫn thì cho biết chính thất thứ nhì của ông cũng mang họ Lưu.)
Tháng 4 ÂL năm Tân Mão (931), Phụng Quốc tiết độ sứ, kiêm Trung thư lệnh Vương Diên Bẩm biết tin Vương Diên Quân mắc bệnh, người này cho thứ tử là Vương Kế Thăng (王繼升) cai quản Kiến châu, cùng với trưởng tử là Kiến châu thứ sử Vương Kế Hùng (王繼雄) đem thủy quân đánh Phúc châu. Ngày Quý Mão (15) tháng 4 (5 tháng 5), Vương Diên Bẩm đánh tây môn, còn Vương Kế Hùng đánh đông môn, Vương Diên Quân khiển cháu là Lâu thuyền chỉ huy sứ Vương Nhân Đạt (王仁達) đem thủy quân cự chiến. Vương Nhân Đạt giả vờ dựng cờ trắng thỉnh hàng rồi trảm Vương Kế Hùng. Vương Nhân Đạt sau đó đánh tan quân của Vương Diên Bẩm, bắt được Vương Diên Bẩm vào ngày Giáp Thìn (16) cùng tháng (6 tháng 5). Vương Diên Quân giam Vương Diên Bẩm vào biệt thất, khiển sứ giả đến Kiến châu chiêu phủ bè đảng của Vương Diên Bẩm, song bè đảng của Vương Diên Bẩm lại sát hại sứ giả, cùng Vương Kế Thăng và đệ là Vương Kế Luân (王繼倫) chạy sang Ngô Việt. Sang tháng 5 ÂL, Vương Diên Quân cho trảm Vương Diên Bẩm ở chợ, khiển đệ là Vương Diên Chính đến Kiến châu để phủ úy lại dân.
Vương Diên Quân thích thuật thần tiên, vào năm 931, đạo sĩ Trần Thủ Nguyên (陳守元), vu giả Từ Ngạn (徐彥) và Hưng Thịnh Thao (興盛韜) cùng dụ ông cho xây dựng Bảo Hoàng cung (寶皇宮), cho Trần Thủ Nguyên làm cung chủ. Sau đó, Trần Thủ Nguyên xưng rằng nhận được mệnh của Bảo Hoàng và nói với Vương Diên Quân rằng nếu có thể 'tị vị thụ đạo' thì có thể làm Thiên tử 60 năm. Diên Quân tin theo, ngày Bính Tý (23) tháng chạp (2 tháng 2 năm 932), mệnh kì tử là Tiết độ phó sứ Vương Kế Bằng nắm quyền cai quản quân phủ sự, còn bản thân ông trở thành một đạo sĩ với đạo danh là Huyền Tích (玄錫). Ngày Giáp Thìn (22) tháng 3 năm Nhâm Thìn (30 tháng 4 năm 932), Vương Diên Quân phục vị.
Sau đó, Trần Thủ Nguyên và Từ Ngạn nói với Vương Diên Quân rằng theo chỉ của Bảo Hoàng thì ông sẽ thành tiên chủ sau khi làm thiên tử 60 năm. Vương Diên Quân nghe được vậy thì càng thêm tự phụ, bắt đầu toan tính việc xưng đế. Ông dâng biểu cho Hậu Đường Minh Tông, viết rằng "Tiền Lưu chết, thỉnh cho thần làm Ngô Việt vương; Mã Ân chết, thỉnh cho thần làm Thượng thư lệnh". Triều đình Hậu Đường không đáp lại, Vương Diên Quân tự cắt đứt việc cống nạp.

## Mân Đế
Sang năm Quý Tị (933), có người nói rằng trông thấy rồng ở Chân Phong trạch, Vương Diên Quân mệnh đổi gọi nhà này thành Long Dược cung. Vương Diên Quân đến Bảo Hoàng cung thụ sách phong, chuẩn bị nghi vệ, nhập phủ tức hoàng đế vị, quốc hiệu là Đại Mân, đại xá, cải nguyên Long Khải, đổi tên là Lân. Vương Diên Quân truy tôn phụ tổ lập 5 miếu (thay vì 7 như thông thường). Ông bổ nhiệm liêu thuộc Lý Mẫn làm tả bộc xạ, môn hạ thị lang; bổ nhiệm Vương Kế Bằng làm hữu bộc xạ, trung thư thị lang, đồng bình chương sự; bổ nhiệm thân lại Ngô Úc làm xu mật sứ. Đương thời, sách lễ sứ của Hậu Đường là Bùi Kiệt (裴傑) và Trình Khản (程侃) cũng đến cửa biển, Vương Lân cho Bùi Kiệt trở về Hậu Đường, song giữ Ngô Úc lại mặc dù người này một mực xin được về bắc. Vương Lân tự thấy Mân nước nhỏ đất hẹp, thường cẩn trọng trong công việc với các nước láng giềng, do vậy nước Mân khá yên ổn. Sau đó, ông phong Vương Kế Bằng làm Phúc vương, cho đảm nhiệm thêm chức Bảo Hoàng cung sứ. Ngày Canh Thìn (5) tháng 5 (31 tháng 5), Mân xảy ra động đất, Vương Lân lại 'tị vị tu đạo', mệnh Phúc vương Vương Kế Bằng tạm quyền cai quản quốc sự, đến ngày Mậu Tý (14) tháng 7 (7 tháng 8) thì phục vị. Vương Thẩm Tri vốn có tính tiết kiệm, phủ đều xây thấp hẹp, song đến thời Vương Lân thì lại xây cung điện lớn, việc xây dựng diễn ra thường xuyên. Đến tháng 11 ÂL, Vương Lân tôn Lỗ quốc thái phu nhân Hoàng thị làm hoàng thái hậu.
Trước đó, vào tháng 9 ÂL, Xu mật sứ Tiết Văn Kiệt nói với Vương Lân phải áp chế các thành viên khác trong tông thất. Cháu của Vương Lân là Vương Kế Đồ (王繼圖) tức giận nên mưu phản. Vương Lân sau đó diệt trừ Vương Kế Đồ và hơn một nghìn người khác được cho là có liên quan. Đến tháng 11 ÂL, Tiết Văn Kiệt cũng vu cáo Xu mật sứ Ngô Úc, kết quả là Ngô Úc cùng thê tử cũng bị diệt trừ. Thân tòng đô chỉ huy sứ Vương Nhân Đạt vốn có tính khẳng khái và không kiêng kị, Vương Lân vốn không ưa, đến tháng 12 ÂL do bị vu cáo là làm phản nên gia tộc người này cũng bị diệt trừ.
Khi một thổ hào ở Kiến châu là Ngô Quang (吳光) nhập triều, Tiết Văn Kiệt lại cáo buộc người này phạm tội, Ngô Quang giận dữ, đem theo một vạn người chạy sang Ngô. Đến tháng 11 ÂL, Ngô Quang thỉnh binh của Ngô để tiến công Mân, Tín châu thứ sử Tương Diên Huy (蔣延徽) của Ngô không đợi lệnh từ triều đình mà dẫn binh hội quân với Ngô Quang tiến công Kiến châu. Vương Lân khiển sứ cầu cứu Ngô Việt. Tháng giêng năm Giáp Ngọ (934), Tương Diên Huy đánh bại quân Mân ở Phổ Thành; bao vây thành Kiến châu; Vương Lân khiển Thượng quân Trương Ngạn Nhu (張彥柔) và Phiêu kị đại tướng quân Vương Diên Tông (王延宗) đem vạn binh cứu Kiến châu. Tuy nhiên, trên đường đi, sĩ tốt không tiến nữa, nói rằng nếu không bắt được Tiết Văn Kiệt thì sẽ không thể đánh địch. Khi tin tức đến kinh thành Trường Lạc, Hoàng thái hậu và Vương Kế Bằng thuyết phục Vương Lân giao Tiết Văn Kiệt. Vương Lân thoạt đầu không có phản ứng, Vương Kế Bằng bắt Tiết Văn Kiệt và giải người này đến chỗ các binh lính ở tiền phương, các binh lính ăn thịt Tiết Văn Kiệt và tiến đến Kiến châu. Biết tin quân Mân và Ngô Việt tiến đến, Tương Diên Huy đem binh về, quân Mân truy kích và gây thiệt hại nặng nề cho quân của Tương Diên Huy.
Ngày 1 tháng 1 năm Ất Mùi (6 tháng 2 năm 935), Vương Lân đại xá, cải nguyên Vĩnh Hòa. Mặc dù Kim thị xinh đẹp đoan chính song không được Vương Lân sủng, và bà chưa từng được phong hậu. Vương Lân sủng ái Thục phi Trần Kim Phượng, bà nguyên là tì nữ hoặc thiếp của Vương Thẩm Tri, bà được mô tả là xấu xí nhưng 'dâm'. Tháng 2 ÂL năm đó, Vương Lân lập bà làm hoàng hậu.
Những năm cuối đời, Vương Lân bị trúng phong. Ông yêu mến một bầy tôi tên là Quy Thủ Minh (歸守明), người được phép xuất nhập hậu cung. Trần hoàng hậu tư thông với Quy Thủ Minh và Bách công viện sứ Lý Khả Ân (李可殷), quốc nhân biết chuyện song không ai dám đàm luận. Lý Khả Ân thường vu cáo Phòng thành sứ Lý Phỏng (李倣) trước Vương Lân, trong khi người trong tộc của Trần hoàng hậu là Trần Khuông Thắng (陳匡勝) vô lễ với Vương Kế Bằng, do vậy cả Lý Phỏng và Vương Kế Bằng đều hận. Khi Vương Lân bị bệnh càng nặng, Vương Kế Bằng cảm thấy vui mừng (vì sắp được kế vị). Lý Phỏng thì tin rằng Vương Lân sẽ không thể hồi phục, do vậy vào ngày Kỉ Mão (18) tháng 10 năm Ất Mùi (16 tháng 11 năm 935) cho tráng sĩ giết chết Lý Khả Ân. Tuy nhiên, đến ngày Canh Thìn hôm sau, khi bệnh tình của Vương Lân giảm bớt, Trần hoàng hậu tấu về sự việc. Mặc dù mang bệnh, Vương Lân vẫn cố gắng thị triều để hỏi về tử trạng của Lý Khả Ân. Lý Phỏng lo sợ, dẫn bộ binh đánh trống huyên náo và tiến vào cung. Vương Lân biết có biến, trốn bên dưới Cửu Long trướng, loạn binh đâm ông và đi ra. Vương Lân trọng thương, cung nhân không muốn ông phải chịu khổ nên giết ông. Lý Phỏng và Vương Kế Bằng giết Trần hoàng hậu, Trần Thủ Ân (陳守恩), Trần Khuông Thắng, Quy Thủ Minh và đệ của Vương Kế Bằng là Vương Kế Thao (đắc tội với Vương Kế Bằng từ trước). Đến ngày Tân Tị (20) cùng tháng (18 tháng 11), Vương Kế Bằng tức hoàng đế vị.
Theo Tư trị thông giám, ông được truy thụy hiệu Tề Túc Minh Hiếu hoàng đế (齊肅明孝皇帝), miếu hiệu là Huệ Tông (惠宗). Tân Ngũ Đại sử ghi rằng ông được truy thụy hiệu Huệ hoàng đế (惠皇帝), miếu hiệu là Thái Tông (太宗).

## Hậu phi
- Yên quốc Minh Huệ phu nhân Lưu Hoa (劉華), là Thanh Viễn công chúa của Nam Hán.
- Phu nhân Kim thị, bị phế
- Hoàng hậu Trần Kim Phượng (陳金鳳)

## Con
- Kiến vương Vương Kế Nghiêm (王繼嚴) hay Vương Kế Dụ (王繼裕), Lưu Hoa sinh
- Khang Tông Vương Kế Bằng (王繼鵬), Lưu Hoa sinh
- Phúc vương Vương Kế Thao (王繼韜), Lưu Hoa sinh
- Lâm Hải quận vương Vương Kế Cung (王繼恭), Lưu Hoa sinh
- Lục quân chư vệ sự Vương Kế Dung/Dong (王繼鎔/王繼鏞), Trần Kim Phượng sinh